# Little Hadham
Little Hadham – wieś w Anglii, w hrabstwie Hertfordshire, w dystrykcie East Hertfordshire. Leży 11 km na wschód od miasta Hertford i 39 km na północ od centrum Londynu. W 2001 miejscowość liczyła 1081 mieszkańców.